# Junonia westermanni
Junonia westermanni is een vlinder uit de familie Nymphalidae. De wetenschappelijke naam van deze soort werd voor het eerst voorgesteld door John Obadiah Westwood in een publicatie uit 1870.

## Verspreiding
De soort komt voor in de bossen van tropisch Afrika waaronder Guinee, Ivoorkust, Ghana, Zuid-Benin, Zuid-Nigeria, Kameroen, Centraal-Afrikaanse Republiek, Oost-Congo-Kinshasa, Zuid-Soedan, Zuidwest-Ethiopië, Oeganda, Kenia, Rwanda, Tanzania en Angola.

## Waardplanten
De rups leeft op soorten van Acanthaceae waaronder Asystasia mysurensis (Roth) T.Anderson., Barleria sp., Brillantaisia sp., Eremomastax sp., Hypoestes aristata (Vahl) Sol ex Roem. & Schult. var. aristata, Justicia sp., Pupalia sp. en Ruellia sp..

## Ondersoorten
- Junonia westermanni westermanni Westwood, 1870
- Junonia westermanni splendens (Schmidt, 1921) (Usambaragebergte in Oost-Tanzania)
  - = Precis westermanni splendens Schmidt, 1921
- Junonia westermanni suffusa (Rothschild & Jordan, 1903) (Noordwest-Oeganda, Midden-Kenia, Rwanda, Noordwest-Tanzania)
  - = Precis westermanni suffusa Rothschild & Jordan, 1903